# Кузьмин, Александр Трифонович
Александр Трифонович Кузьмин (бел. Аляксандр Трыфанавіч Кузьмін) (24 июля, 1918 — 1 мая 2003) — советский и белорусский партийный деятель, секретарь ЦК Компартии Беларуси по идеологии, депутат Верховного Совета БССР и СССР.

## Биография
Александр Трифонович Кузьмин родился в 1918 году в д. Добротино Кировского района Могилёвской области, БССР.
В годы Великой Отечественной войны был штурманом, командиром звена бомбардировочного авиаполка на Южном и Закавказском фронтах.
После войны работал в партийных органах республики: Советский райком, Минский горком, обком партии, а в последующем — заведующий отделом пропаганды и агитации ЦК КПБ. В феврале 1971-го его избрали секретарем ЦК КПБ по идеологии. В этой должности Александр Кузьмин пробыл в течение 15 лет.
Награждён восемью орденами.
Александр Кузьмин умер от рака 1 мая 2003 г. на 85-м году жизни. Похоронен в Минске на Восточном кладбище.

## Работа секретарём по идеологии
Сам Пётр Машеров считался с мнением Кузьмина.
Александр Кузьмин в период своей деятельности слыл либералом (корреспондент «Народной Воли» Валерий Анищук даже назвал его «Опорой либералов в руководстве республики»). Он поддерживал и всеми доступными способами помогал таким писателям как Василь Быков, Андрей Макаёнок, Алесь Адамович, Светлана Алексиевич.
В 1980 г, когда белорусского архитектора Вальмена Николаевича Аладова сняли с должности директора проектного института, Александр Кузьмин помог ему устроиться преподавателем Политехнического института (ныне БНТУ). 

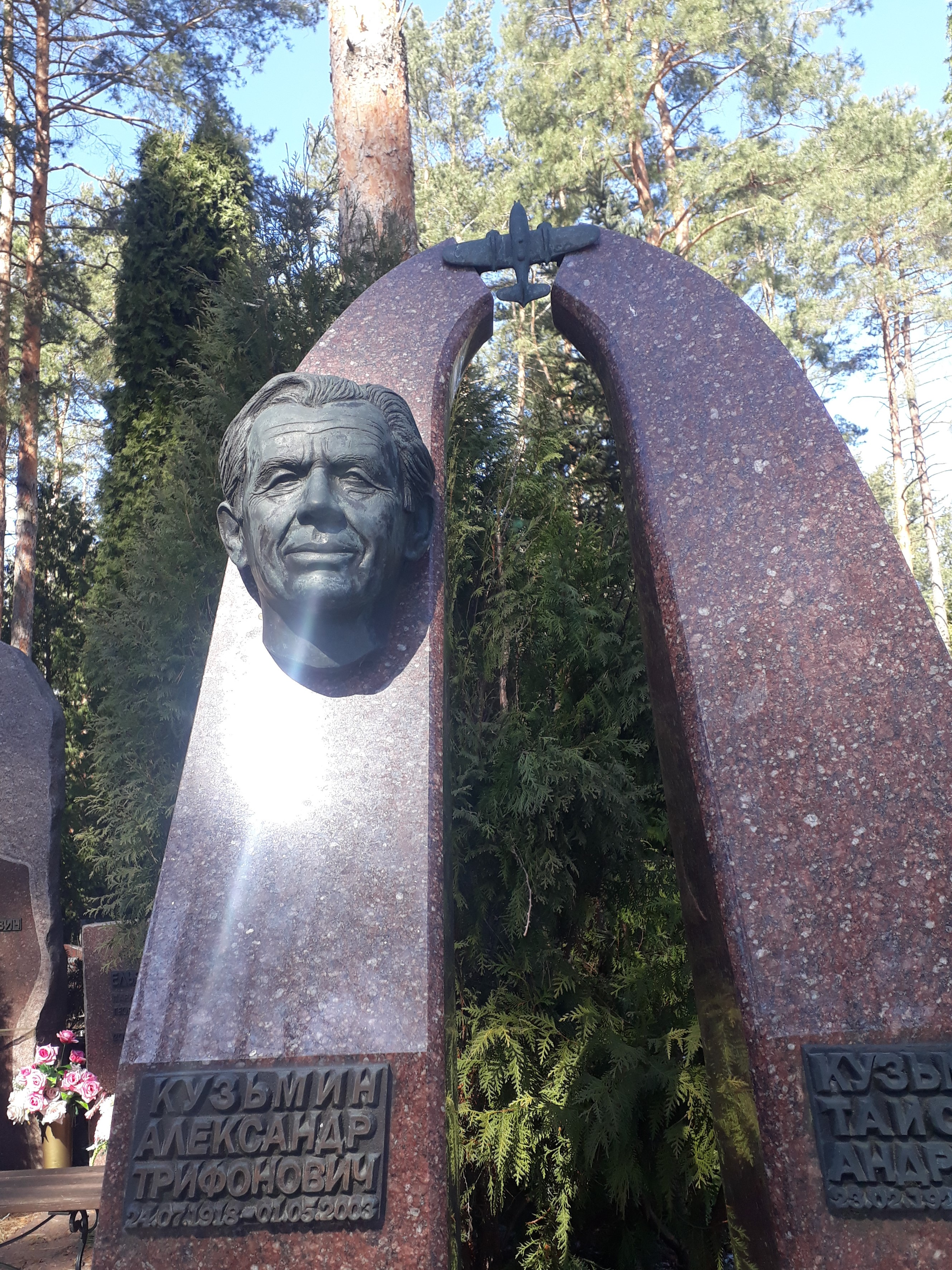
Автор портрета и памятника А. Кузьмина его внук.

## Отзывы современников
Критик и литературовед Лазарь Львович Лазарев в статье «О Василе Быкове» так написал об Александре Кузьмине:

Я однажды видел его, он принимал нас, москвичей, приглашенных на съезд белорусских писателей, долго с нами беседовал и произвел на меня впечатление не партбурбона, а нормального здравомыслящего человека.
— «Знамя» 2003, №12
Алесь Адамович на Пленуме СП в Москве об Александре Трифоновиче Кузьмине:
"… Я говорю, потому что я, мы в Белоруссии видели руководителя истин/ного/. [Кузьмин А.Т.] Что, семи пядей? Прост даже. Что доктор философских наук, как этот И. И.? Нет, просто летчик… Но сколько такта, уваж/ения/, с годами знание нас и жалость к нам там, где мы унижаем писательское/ имя, так уважаемое им".
Профессор В. А. Бобков в своей книге «Возрождение духа ленинизма» негативно отозвался о деятельности Кузьмина в последние годы пребывания на должности секретаря по идеологии:

"Может быть, в первые годы на этой должности он и тянул воз, но уже в начале 1980-х годов не только приближенным, но и постороннему взгляду была видна неспособность этого руководителя. Время его давно прошло, он безнадежно отстал. Но упорно наряжался в старые доспехи…
— «Возрождение духа ленинизма», 1989
Александр Кузьмин был единственным из делегатов 23,24,25 и 26 съездов ЦК КПСС который выступал в часовыми докладами без единой бумажки. После первого такого доклада, П. М. Машерову из ЦК КПСС сказали;"-он нам нужен-отдай!" Это он, первый,  не дожидаясь команды из Москвы,(Киев тоже молчал) сам отдал распоряжение срочно объявить в СМИ об аварии  на Чернобыльской АЭС (после чего только началась эвакуация, и на Украинской территории в том числе!) Он же и А. Адамовича не раз в Первопристольную отправлял с неутешительными результатами из Белорусской Академии наук о последствиях аварии... А  боевые версты Штурмана партии  описаны в художественной литературе- в повести "Сашок"- А. Сульянова и рассказе "Неподвижность"-А. Адамовича.
Последнее интервью Александр Кузьмин дал в 2001 г. «Советской Белоруссии». Корреспондент газеты Валентина Жданович потом написала о нём:

Сидели в его просторном кабинете, где кипы и газет, и журналов, и книг на рабочем столе свидетельствовали о том, что в свои очень почтенные годы он обладает живым, не успокоенным и далеко не старческим умом. Кузьмин говорил бодро, энергично, с жаром отстаивая право коммунистической идеологии на существование, сравнивал её с христианской, подзадориваемый нашими вопросами.
— «Советская Белоруссия», 13.09.2003
1. ↑  Знаменитые земляки - кировчане. Официальный сайт Кировского районного исполнительного комитета. Дата обращения: 20 сентября 2014. Архивировано 19 декабря 2015 года.
2. ↑  Кузьмин. Дата обращения: 13 мая 2019. Архивировано 13 мая 2019 года.
3. 1 2  Александр Трифонович Кузьмин. Пётр Машеров. Дата обращения: 20 сентября 2014. Архивировано 4 марта 2016 года.
4. ↑  Анищук, Валерий. О Марке Шагале, Петре Машерове и других... Народная Воля (19 июля 2010). Дата обращения: 20 сентября 2014. Архивировано из оригинала 5 марта 2016 года.
5. 1 2  Лазарев, Лазарь Львович. Правда останется. О Василе Быкове // Знамя. — 2003. — № 12. Архивировано 2 июля 2014 года.
6. ↑  Молочко, Елена. Елена Молочко: Зодчий. Персона. Народная Воля (16 апреля 2012). Дата обращения: 20 сентября 2014. Архивировано из оригинала 5 марта 2016 года.
7. ↑  Бобков, Владимир Андреевич. Возрождение духа ленинизма. — М.: Политиздат, 1989. — 398 с.
8. ↑  Жданович, Валентина. Александр Кузьмин:"...Я один из тех, которых не стало!". Советская Белоруссия (13 сентября 2003). Дата обращения: 20 сентября 2014. Архивировано 4 марта 2016 года.